# Wilfried Jilge

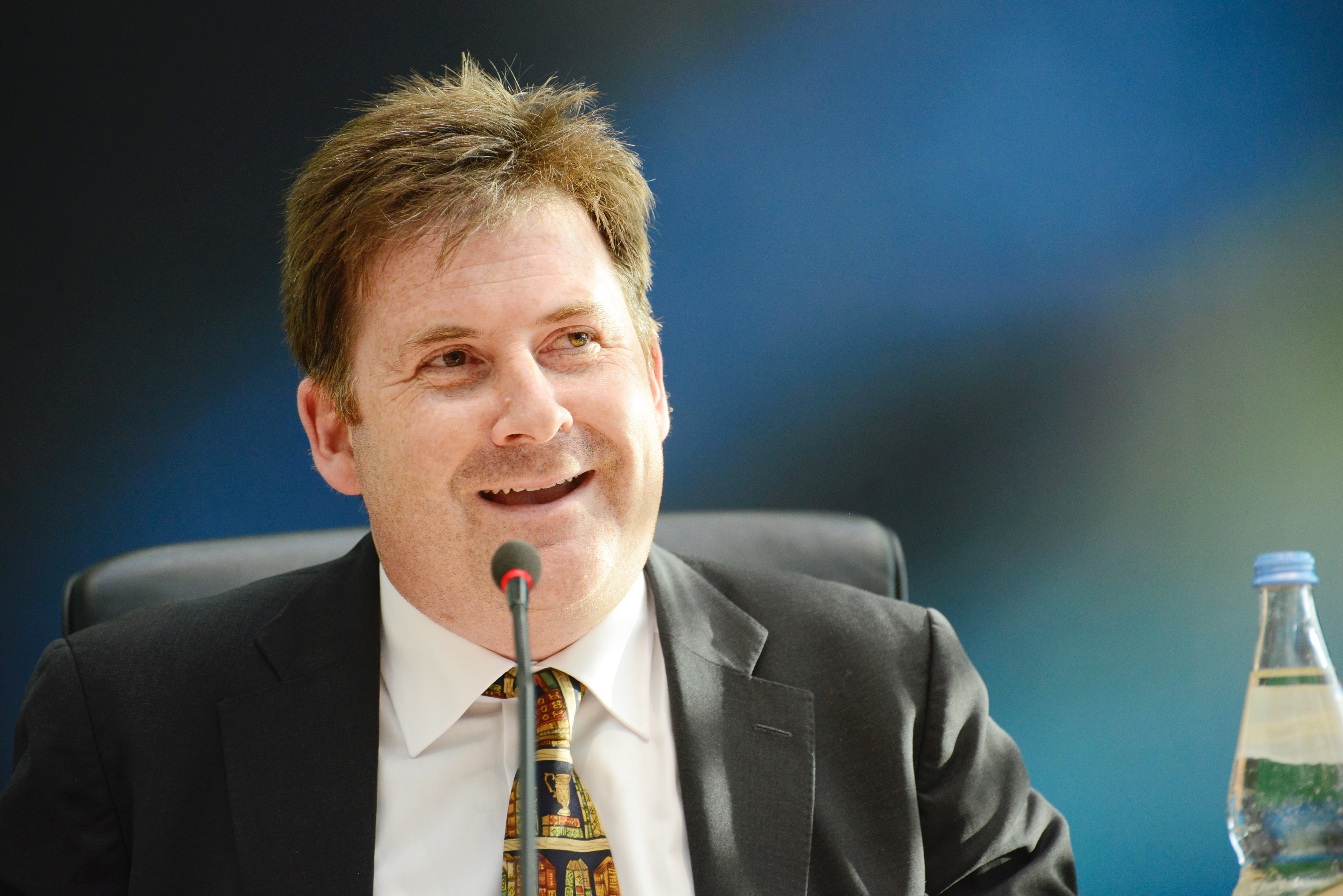
Wilfried Jilge (2017)

Wilfried Jilge (* 1970 in Mainz) ist ein deutscher Osteuropahistoriker und Lehrbeauftragter an der Universität Leipzig.

## Leben
Jilge studierte osteuropäische Geschichte, Slawistik und Volkswirtschaft an der Johannes Gutenberg-Universität Mainz. Im September 2001 wurde er wissenschaftlicher Mitarbeiter am GWZO Leipzig. Seit 2005 ist er Vorstands- und Gründungsmitglied des deutsch-ukrainischen zivilgesellschaftlichen Forums „Kiewer Gespräche“.
Jilge war 2014 Mitglied der von der Deutschen Gesellschaft für Osteuropakunde koordinierten und vom Auswärtigen Amt geförderten Expertengruppe Osteuropapolitik, die Empfehlungen für die deutsche Außenpolitik gegenüber der Ukraine und Osteuropa erarbeitete.

## Arbeitsschwerpunkte
Jilge beschäftigt sich mit:
- Nation, Nationsbildung und Nationalismus im östlichen Europa
- Geschichtspolitik, transnationale, kollektive Erinnerungskulturen in der Ukraine und im östlichen Europa; sowjetische Nationalitäten- und Identitätspolitik und panslawisches Gemeinschaftsbewusstsein in Osteuropa
- deutsch-ukrainischen Kulturbeziehungen seit 1991 sowie deutsch-europäisch-ukrainischen Beziehungen im Lichte „östlicher Partnerschaft“ und EU-Nachbarschaftspolitik
- Geschichte, Ideologie und Politik der völkisch-neokonservativen Bewegung in den böhmischen Ländern und deutsch-tschechische Beziehungen 1918–1945

## Publikationen

### Bücher
- Dialog mit Defiziten. Die deutsch-ukrainischen Kulturbeziehungen. Bestandsaufnahme und Empfehlungen (=ifa//dokumente/2/2001). In: ifa dokumente. Band 2001, Nr. 2. Stuttgart 2001 (ifa.de [PDF]).
- Wilfried Jilge (Hrsg.): Geschichtskultur der Ukraine im Spiegel der ukrainischen Exlibris-Kunst des 20. Jahrhunderts: Katalog zur Ausstellung. Leipziger Universitäts-Verlag, Leipzig 2003, ISBN 978-3-936522-92-1.
- Gespaltene Geschichtskulturen? Zweiter Weltkrieg und kollektive Erinnerungskulturen in der Ukraine. In: Wilfried Jilge und Stefan Troebst (Hrsg.): Jahrbücher für Geschichte Osteuropas. Band 54, Nr. 1. Franz Steiner Verlag, 2006, ISSN 0021-4019.
- Challenges and Perspectives Concerning Election Reform at the Local Level in Ukraine. Hrsg.: Directorate-General for External Policies of the Union. Brüssel 2011 (europa.eu [PDF]).

### Artikel (Auswahl)
- The Politics of History and the Second World War in post-Communist Ukraine (1986/1991 – 2004/2005). In: Wilfried Jilge und Stefan Troebst (Hrsg.): Gespaltene Geschichtskulturen? Zweiter Weltkrieg und kollektive Erinnerungskulturen in der Ukraine (= Jahrbücher für Geschichte Osteuropas. Band 54, Nr. 1). Franz Steiner, Stuttgart 2006, S. 50–81 (org.ua [PDF]).
- Nationale Geschichtspolitik während der Zeit der Perestrojka in der Ukraine. . München 2006 (=Schriften des Historischen Kollegs. Kolloquien, 61), . In: Helmut Altrichter unter Mitarbeit von Elisabeth Müller-Luckner (Hrsg.): GegenErinnerung. Geschichte als politisches Argument im Transformationsprozeß Ost-, Ostmittel- und Südosteuropas. Oldenbourg Wissenschaftsverlag, Berlin, Boston 2006, ISBN 978-3-486-57873-7, S. 99–128, doi:10.1524/9783486596359 (academia.edu).
- Von der Perestrojka zur orangefarbenen Revolution: Geschichtspolitik und nationalstaatliche Symbolik in der Ukraine (1990/1991-2004). In: Zdzisław Krasnodębski, Stefan Garsztecki und Rüdiger Ritter (Hrsg.): Last der Geschichte? Kollektive Identität und Geschichte in Ostmitteleuropa. Belarus’, Polen, Litauen, Ukraine. (= Studien zur Zeitgeschichte. Band 85). Band 85. Dr. Kovac, Hamburg 2008, ISBN 978-3-8300-2108-7, S. 427–468.
- "Nationalukrainischer Befreiungskampf". Die Umwertung des Zweiten Weltkriegs in der Ukraine. In: Ukraine Analysen. Band 45, 2008, doi:10.31205/UA.045.02.
- Competing Victimhoods – Post-Soviet Ukrainian Narratives on World War II Leipzig 2008 (=), 103-131. In: Elazar Barkan, Elizabeth Cole, Kai Struve (Hrsg.): Shared History – Divided Memory. Jews and Others in Soviet Occupied Poland, 1939-1941 (= Leipziger Beiträge zur jüdischen Geschichte und Kultur. Band 5). Leipziger Universitätsverlag, Leipzig 2008, ISBN 978-3-86583-240-5, S. 103–131.
- Geschichtspolitik auf dem Majdan. Politische Emanzipation und nationale Selbstvergewisserung. In: Osteuropa. Band 2014, Nr. 5–6, S. 239–257 (zeitschrift-osteuropa.de).
- Herkulesaufgabe. Die Reform des Rechtsstaats in der Ukraine. In: Osteuropa. Band 2015, Nr. 1–2, 2015, S. 181–192 (zeitschrift-osteuropa.de).
- Stepan Bandera – Zum historischen und politischen Hintergrund einer Symbolfigur 2015 (= VALERIO 17/2014). In: Katharina Raabe (Hrsg.): Gefährdete Nachbarschaften – Ukraine, Russland, Europäische Union. Göttingen 2015 (ukraineverstehen.de).
- Geschichtspolitik statt Völkerrecht. Anmerkungen zur historischen Legitimation der Krim-Annexion in Russland. In: Russland-Analysen. Band 291, 2015, S. 2–6 (laender-analysen.de [PDF]).